# Краснинка
Краснинка — деревня в Иланском районе Красноярского края. Входит в состав Новогородского сельсовета.

## География
Деревня находится в восточной части края, в пределах Канско-Рыбинской котловины, при автодороге 04Н-399, на правом берегу реки Кохи, на расстоянии приблизительно 17 километров (по прямой) к северу от Иланского, административного центра района. Абсолютная высота — 292 метра над уровнем моря.
Климат
Климат характеризуется как резко континентальный, с продолжительной морозной зимой и коротким тёплым летом. Абсолютный максимум температуры воздуха составляет 38 °C; абсолютный минимум — −53 °C. Продолжительность безморозного периода составляет в среднем 95 дней. Среднегодовое количество атмосферных осадков составляет 422 мм, из которых большая часть выпадает в тёплый период (максимально в июле -августе).

## История
Основана в 1899 году. По данным 1926 года в деревне Красинка (Начесино) имелось 63 хозяйства и проживало 352 человек (168 мужчин и 184 женщины). В национальном составе населения преобладали русские. В административном отношении являлась центром Красинского сельсовета Устьянского района Канского округа Сибирского края.

## Население
| 2010 | 2014 |
| ---- | ---- |
| 163  | ↘152 |

Половой состав
По данным Всероссийской переписи населения 2010 года в гендерной структуре населения мужчины составляли 46 %, женщины — соответственно 54 %.
Национальный состав
Согласно результатам переписи 2002 года, в национальной структуре населения русские составляли 96 % из 222 чел.